# Chingon
Chingon (произн. Чинго́н) — музыкальная группа, играющая в стиле мексикан-рок, из Остина (Техас), США, основанная режиссёром Робертом Родригесом для записи песен к его фильму «Однажды в Мексике» в 2003 году. Песни группы вошли в альбом Mexico and Mariachis — сборник музыкальных тем из «Мексиканской трилогии» Роберта Родригеса — а в 2004 году группа выпустила свой дебютный альбом Mexican Spaghetti Western.
Группа Chingon также исполнила песню «Malagueña Salerosa» для фильма Квентина Тарантино «Убить Билла» — к которому Родригес написал музыку — и концертное исполнение группой этой песни было включено в бонусные материалы DVD релиза. Chingon также принимали участие в записи саундтрека к следующему, совместному с Квентином Тарантино, фильму Роберта Родригеса «Грайндхаус», где исполнили оригинальную версию главной темы, вошедшую в альбом саундтрека как «Cherry’s Dance of Death». Также группой был создан саундтрек к фильму Роберта Родригеса «Мачете», где кроме прочего, Chingon исполнили Ave Maria (сцена перестрелки в церкви).
Роберт Родригес играет в группе на гитаре.
Остальные члены группы, выступающие без Роберта Родригеса, как группа Del Castillo:
- Алекс Руис — вокал
- Марк дель Кастильо — гитара, вокал
- Рик дель Кастильо — гитара, вокал
- Альберт Бестейро — бас-гитара
- Кармело Торрес — ударные, перкуссия
- Майк Зеоли — ударные

Название группы происходит от мексиканского сленгового слова chingón, означающего «задира», «забияка».

## Дискография

### Альбомы
- Mexican Spaghetti Western (2004)

1. Se Me Paró
2. Malaguena Salerosa [La Malaguena]
3. Fideo Del Oeste [Mexican Spaghetti Western]
4. Severina
5. Alacran y Pistolero
6. Bajo Sexto [Six Below]
7. Cielito Lindo
8. Mexican Sausage Link
9. Siente Mi Amor [featuring Salma Hayek]
10. Cuka Rocka [полная версия]

### Саундтреки
- «Однажды в Мексике» Саундтрек (2003)
- Mexico and Mariachis (2004)
- «Убить Билла. Фильм 2» Саундтрек (2004)
- Grindhouse: Planet Terror (2007)